# Parapales pectinipes
Parapales pectinipes là một loài ruồi trong họ Tachinidae.